# Ташков, Андрей Евгеньевич
Андре́й Евге́ньевич Ташко́в (род. 30 июля 1957, Москва, РСФСР, СССР) — советский и российский актёр театра и кино, мастер озвучивания (дублирования) фильмов, кинокомпозитор, заслуженный артист РФ (1994).

## Биография

### Ранние годы
Андрей Ташков родился 30 июля 1957 года в городе Москве, в семье кинорежиссёра Евгения Ивановича Ташкова (18 декабря 1926 — 15 февраля 2012) и актрисы Екатерины Фёдоровны Савиновой (26 декабря 1926 — 25 апреля 1970). После смерти матери воспитывался отцом и его фактической женой — актрисой Валентиной Шарыкиной.
В 1978 году окончил Высшее театральное училище имени Б. В. Щукина по специальности «Актёрское искусство» (художественный руководитель курса — Альберт Григорьевич Буров).

### Карьера
С 10 июля 1978 года по 9 мая 1979 года служил в труппе Государственного академического Малого театра России в Москве.
В 1979—1987 годах — актёр Центрального академического театра Советской армии (ЦАТСА) в Москве.
С 1987 года по 1999 год — актёр Московского драматического театра имени А. С. Пушкина.
Первая большая и главная роль в кино — сержант милиции Евгений Кулик в советском детективно-приключенческом художественном фильме «Сыщик» (1979) режиссёра Владимира Фокина.

### Общественная позиция
Андрей Ташков в октябре 2008 года подписал открытое письмо деятелей культуры президенту Российской Федерации Дмитрию Медведеву с просьбой о помиловании бывшего менеджера нефтяной компании «ЮКОС» Светланы Бахминой.

## Личная жизнь
- Первая жена — Надежда. Брак продлился 1 год[2].
- Вторая жена — Любовь Алексеевна Заболоцкая (род. 28 января 1959 года), актриса театра и кино (окончила ГИТИС). Были женаты 7 лет[2].
- Третья жена — Елена Дмитриевна Скороходова (род. 24 апреля 1962, Москва), актриса театра и кино, драматург. Брак продлился с 1993 года по 1997 год[2][6].
  - Сын — Иван Андреевич Ташков (род. 1996)[2][6].
- Неофициальный брак — Елена Алексеевна Коренева (род. 3 октября 1953, Москва), актриса театра и кино, литератор, режиссёр, сценарист. Ташков и Коренева вместе с 1996 года (с перерывами)[2][7].

## Творчество

### Театр

#### Государственный академический Малый театр России(Москва)
- 1978 — «Мамуре» (по одноимённой пьесе Жана Сармана; режиссёр-постановщик — Б. А. Львов-Анохин; премьера — 29 декабря 1978 года)[8] — Лоран, правнук Селины

#### Центральный академический театр Советской армии (ЦАТСА)(Москва)
- «Идиот» (по роману «Идиот» Ф. М. Достоевского) — князь Мышкин
- «Рядовые» (по одноимённой драме А. А. Дударева)
- «Макбет» (по пьесе «Макбет» Уильяма Шекспира)[9]
- «Без вины виноватые» (по пьесе «Без вины виноватые» А. Н. Островского) — Григорий Незнамов
- «Старик» М. Горького) — Павел

#### Московский драматический театр имени А. С. Пушкина
- «Бесы» (по роману «Бесы» Ф. М. Достоевского) — Степан Трофимович Верховенский

### Фильмография
| Год       |   | Название                                                                          | Роль |
| --------- | - | --------------------------------------------------------------------------------- | --- |
| 1973      | ф | Дети Ванюшина                                                                     | эпизод |
| 1976      | ф | Жизнь и смерть Фердинанда Люса                                                    | коридорный в отеле |
| 1977      | ф | Приезжая                                                                          | Лёша, тракторист (нет в титрах) |
| 1979      | ф | Камертон                                                                          | Лёша Кузьмин |
| 1979      | ф | Сыщик                                                                             | Евгений Кулик, сержант милиции, «сыщик»                                                                                               |
| 1981      | ф | Сашка                                                                             | Сашка, рядовой Красной армии |
| 1983      | ф | Подросток                                                                         | Аркадий Макарович Долгорукий («Подросток»)                                                                                            |
| 1985      | ф | Полевая гвардия Мозжухина                                                         | Лёшка Шаронов |
| 1986—1991 | с | Староста класса / Head of the Class                                               | русский полицейский |
| 1986      | ф | Дорогой Эдисон!                                                                   | Виктор Григорьевич Одинцов, молодой учёный                                                                                            |
| 1989      | ф | Сердце не камень                                                                  | Ераст, приказчик купца Потапа Потапыча Каркунова                                                                                      |
| 1989      | ф | Беспредел                                                                         | «Калган» (Юрий Колганов) |
| 1990      | ф | Адвокат                                                                           | Павел Аркадьевич Бешметьев, молодой адвокат                                                                                           |
| 1991      | ф | Встретимся на Таити                                                               | «Сандр» (Александр), безработный астроном                                                                                             |
| 1991      | ф | Заряженные смертью                                                                | «Клещ» (Игорь Матвеевич Дружков) |
| 1992      | ф | Белый король, красная королева                                                    | Николай Тюрин |
| 1993      | ф | Если бы знать…                                                                    | Андрей Сергеевич Прозоров, профессор                                                                                                  |
| 1993      | ф | Твоя воля, Господи!                                                               | Сергей, пьющий пассажир |
| 1999      | ф | Кому я должен — всем прощаю                                                       | Александр |
| 1999      | ф | С новым счастьем!                                                                 | Никита, бизнесмен, любовник Лоры |
| 2000      | с | Третьего не дано                                                                  | эпизод |
| 2000      | с | Любовь.ru                                                                         | Мешков |
| 2002      | с | Тайна Лебединого озера                                                            | следователь |
| 2002      | ф | Шатун                                                                             | Федя Белкин |
| 2002      | с | Приключения мага (серия № 8 «С новым… убийством»)                                 | Фёдор, маньяк-убийца, внук сибирского шамана                                                                                          |
| 2003      | ф | Спасибо                                                                           | Филимон |
| 2003      | с | Стилет                                                                            | Гринёв |
| 2003      | с | Чистые ключи                                                                      | Аркадий, фотограф |
| 2003      | с | Русские амазонки 2                                                                | Антоша |
| 2004      | с | Евлампия Романова. Следствие ведёт дилетант 2 (фильм № 6 «Созвездие жадных псов») | Гарри Серафимович Серафимов, бизнесмен                                                                                                |
| 2004      | ф | Своя чужая жизнь                                                                  | Семён Михайлович Фурин, продюсер |
| 2005      | с | Гражданин начальник 2                                                             | Назар Ильич Чижов, сотрудник СВР |
| 2005      | с | Атаман                                                                            | Дубровцев |
| 2005      | ф | Любовница                                                                         | Ерошин, следователь |
| 2005      | с | Внимание, говорит Москва!                                                         | Егор Ромашин |
| 2006      | ф | Жаркий ноябрь                                                                     | Михеев, полковник |
| 2006      | с | Сёстры по крови                                                                   | Виктор Мефодьевич Топорков («Крокодил»), сожитель Надежды Косаревой, биологический отец Маргариты Калашниковой, Лёли и Кати Косаревых |
| 2006      | ф | Флэш.ка                                                                           | Алексей, друг Андрея Игнатова |
| 2007      | с | Агония страха                                                                     | Игнат |
| 2007      | с | Бешеная (фильм № 1 «Игры волков»)                                                 | Михеев |
| 2007      | с | Ситуация 202 (фильм № 3 «Болезнь движения»)                                       | Ангелов |
| 2008      | с | Мины в фарватере                                                                  | Лапин, военный психолог, капитан второго ранга                                                                                        |
| 2008      | ф | Не отрекаются любя…                                                               | Александр |
| 2008      | ф | Про любовь                                                                        | «Боб» (Борис Романович), ударник группы «Дядя Ваня»                                                                                   |
| 2009      | ф | Человек, который знал всё                                                         | Валерий Дмитриевич Стефанов |
| 2009      | ф | Розы для Эльзы                                                                    | курьер |
| 2010      | ф | Три женщины Достоевского                                                          | Фёдор Михайлович Достоевский, русский писатель                                                                                        |
| 2011      | с | Объект 11                                                                         | Анатолий Викторович Романов, ведущий специалист отдела «Объект 11», гипнотизёр, медиум                                                |
| 2011      | с | Товарищи полицейские (серия № 17 «Круг отчаяния. Убойный отдел»)                  | Валерий Борисович Чибисов, заключённый                                                                                                |
| 2011      | ф | Борис Годунов                                                                     | Иов, патриарх |
| 2013      | с | Двойная жизнь                                                                     | Виктор, пациент (в титрах не указан)                                                                                                  |
| 2013      | с | Бессонница                                                                        | Калмыков, почётный член клуба «Бессонница»                                                                                            |
| 2014      | с | На глубине                                                                        | Семён Смирнов |
| 2014      | с | Слабая женщина                                                                    | «Сократ» (Пётр Андреевич) |
| 2015      | с | Жизненные обстоятельства                                                          | Геннадий Сергеевич Кодолов, криминальный бизнесмен                                                                                    |
| 2015      | с | Медсестра                                                                         | Илья Александрович, тренер по плаванию                                                                                                |
| 2016      | с | Ищейка (1-й сезон, серия № 14)                                                    | Виктор Иванов, муж Аллы |
| 2017      | с | Налёт                                                                             | Антон Егорович Бородин, полковник полиции                                                                                             |
| 2018      | с | Знахарь                                                                           | Иван Андреевич, главный врач участковой больницы № 2 в селе Ягодном                                                                   |
| 2019      | с | Ловушка для королевы                                                              | Платон Андреевич Щербинский, учёный, родной отец королевы шахмат Марии Лебедевой                                                      |
| 2019      | с | Заступники                                                                        | Тимченко, прокурор |
| 2020      | ф | Доктор Лиза                                                                       | фармацевт |
| 2022      | с | Надвое                                                                            | начальник |
| 2022      | с | Тайфун                                                                            | Александр Борисович Соболев, генерал ФСБ                                                                                              |

### Озвучивание

#### Художественные фильмы
1. 1983 — Привет с фронта — текст писем
2. 1988 — Дорогая Елена Сергеевна — Паша
3. 2000 — Вместо меня — Володя «Трал»
4. 2002 — Мне снится русский снег (документальный, студия «DIXI-TV») — текст за кадром
5. 2004 — Француз — текст за кадром

#### Мультипликационные фильмы
1. 2007 — Путешествие белого слона к белому царю

### Участие в документальных фильмах
1. 2002 — «Мне снится русский снег» («Россия»)
2. 2006 — «К-219. Последний поход» («Первый канал»)
3. 2006 — «Острова. Варлам Шаламов» (режиссёр — Светлана Быченко, ГТРК «Культура»)
4. 2013 — «Нарисовавшие смерть. От Освенцима до Нойенгамме» («Россия-1»)

## Признание

### Государственные награды
- 1994 — почётное звание «Заслуженный артист Российской Федерации» — за заслуги в области искусства[1].

### Общественные награды
- 2011 — приз XVII Российского кинофестиваля «Литература и кино» в городе Гатчина в номинации «Лучшая мужская роль» — за исполнение главной роли Ф. М. Достоевского в фильме «Три женщины Достоевского» режиссёра Евгения Ташкова[11].